# Aniceto Codesal
Aniceto Codesal Lozano (Oleiros, 30 de diciembre de 1919 - Lugo, 29 de abril de 2008), fue un economista, empresario y político conservador español.

## Biografía
Perito e intendente mercantil, cursó el doctorado en la Facultad de Ciencias Económicas y Empresariales de la Universidad de Santiago de Compostela. Fue catedrático y director de la Escuela Universitaria de Estudios Empresariales de Lugo. Miembro de Alianza Popular (AP), fue concejal del Ayuntamiento de Lugo (1979-1981 y 1987-1991). En las elecciones generales de 1982, fue elegido diputado al Congreso en la circunscripción de Lugo por Coalición Democrática. En la siguiente convocatoria electoral, 1986, fue elegido senador por la misma circunscripción, renovando el mandato en la cámara alta en las elecciones de 1989. Ocupó durante un tiempo la presidencia provincial lucense del Partido Popular, sucesor de Alianza Popular.
Aniceto Codesal es abuelo de Javier Figueroa, fundador y dueño de la empresa de exportación de equipos de medida eléctrica Amperis.